# Dernier Été à Tanger
Pour les articles homonymes, voir Dernier été.
Pour plus de détails, voir Fiche technique et Distribution.
Dernier Été à Tanger est un film policier français réalisé par Alexandre Arcady, sorti en 1987.

## Synopsis
En 1956, avec l'indépendance du Maroc, la conférence de Fedala rend Tanger au Maroc et la ville est sens dessus-dessous. Depuis qu'il a fait assassiner son rival, Marchetti, William Barrès règne en maître sur la pègre de la ville. C'est alors que Richard Corrigan, un détective privé couvert de dettes, reçoit la visite d'un avocat suisse, Schmidt, qui lui demande, en échange d'une forte somme, de remettre une enveloppe à une jeune femme, qui vient d'arriver à Tanger.
Le détective s'acquitte de sa mission, sans savoir que la jeune femme, qui se présente sous une fausse identité, n'est autre que Claudia Marchetti, venue venger son père...

## Fiche technique
- Titre original : Dernier Été à Tanger
- Réalisation : Alexandre Arcady
- Scénario : Alexandre Arcady, Alain Le Henry, Tito Topin, d'après le roman Au diable son dû de William O'Farrell
- Musique : Serge Franklin
- Photographie : Robert Alazraki
- Montage : Luce Grunenwaldt
- Direction artistique : Jean-Louis Povéda
- Costumes : Mic Cheminal et Fanny Jakubowicz
- Date de sortie : 22 avril 1987
- Durée : 115 minutes
- Genre : policier

## Distribution
- Thierry Lhermitte : Richard Corrigan
- Roger Hanin : William Barrès
- Valeria Golino : Claudia Marchetti
- Julien Guiomar : Le Commissaire
- Vincent Lindon : Roland Barrès
- Jacques Villeret : Marcus
- Jean-Claude de Goros : Sébastien
- Anna Karina : Myrrha
- Jean Bouise : Max Pasquier
- Saïd Amadis : Karim Hussein
- Howard Vernon : Maître Schmidt
- Nathalie Courval : Antoinette
- Randy Weston : Le pianiste du Silver Club
- Marc Samuel : David Arfi